# Glyphipterix thrasonella
Glyphipterix thrasonella là một loài bướm đêm thuộc họ Glyphipterigidae. Loài này có ở phần phía tây của miền Cổ bắc.
Sải cánh dài 11–15 mm. Con trưởng thành bay từ tháng 5 đến tháng 8.
Ấu trùng có thể ăn các loài Juncus.

## Hình ảnh

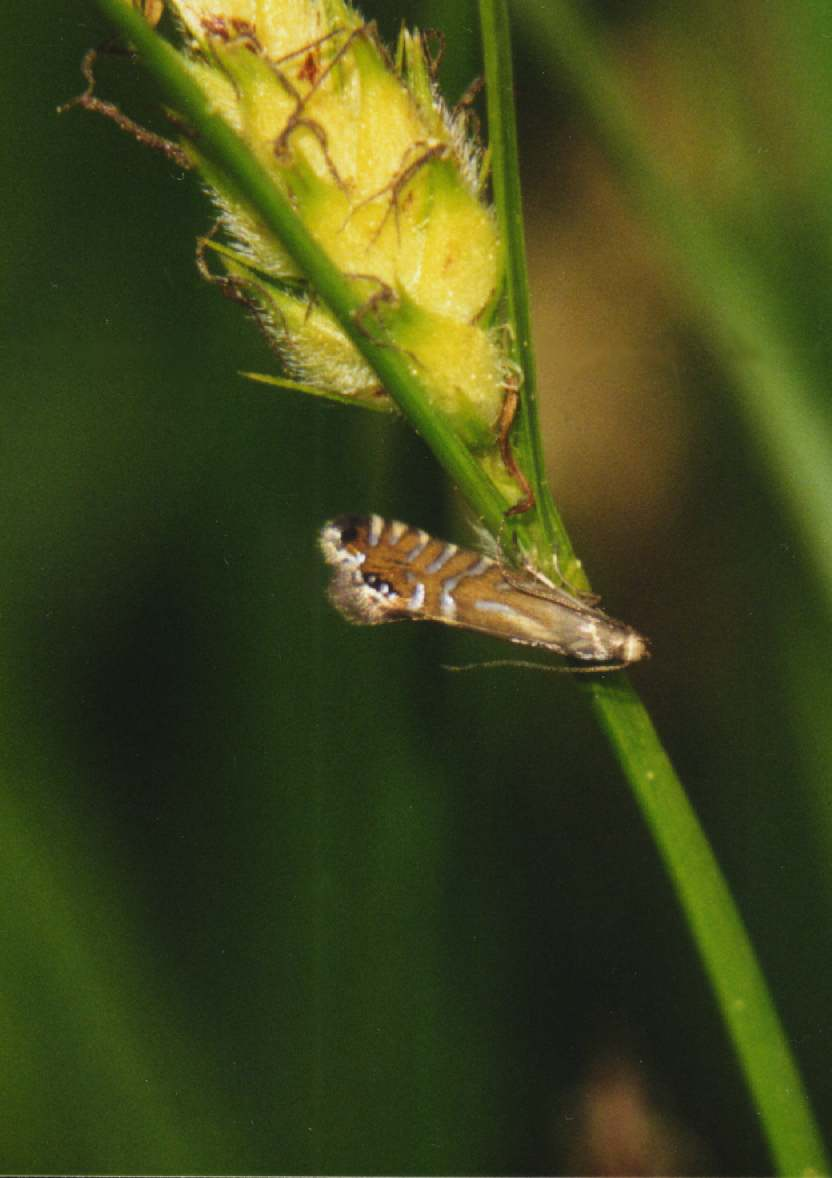